# Proxima (powieść Krzysztofa Borunia i Andrzeja Trepki)
Proxima – powieść fantastycznonaukowa Krzysztofa Borunia i Andrzeja Trepki, wydana nakładem Wydawnictwa „Iskry” po raz pierwszy w 1956 druga część kosmicznej trylogii (poprzednia to Zagubiona przyszłość, a kolejna – Kosmiczni bracia).

## Fabuła
Wyprawa Ziemian na Astrobolidzie wyruszyła z Ziemi w 2404 i po 131 latach podróży (częściowo w hibernacji) dotarła do układu Proxima Centauri. Planeta najbliższa gwiazdy okazuje się zamieszkana przez istoty rozumne nazywane przez Ziemian Temidami. Ich poziom rozwoju odpowiada prymitywnym plemionom. Jednak Ziemianie odkrywają także ślady innej, znaczenie wyższej cywilizacji. Okazuje się, że ta cywilizacja pochodzi z innej planety – Urpy, gdzie Ziemianie znajdują podziemne zamrożone miasta. Okazuje się, że Urpianie wyemigrowali na Juventę, planetę w układzie Alfa Centauri. Ziemianie konstruują statek o napędzie fotonowym, wykorzystując zdobycze techniki urpiańskiej i ruszają w dalszą podróż do Alfa Centauri.

## Analiza
Treść zmieniała się częściowo: w trzecim wydaniu („Iskry”, 1987) tekst został uwspółcześniony (labdżet, komputerowa selekcja) i wzbogacony o wątki tyczące ekologii i inżynierii genetycznej. Autorzy starają się być w zgodzie z ówczesnymi poglądami naukowymi, m.in. korzystali z konsultacji kilku naukowców.

## Odbiór
Książka zajęła 3. miejsce w ogłoszonym na łamach Expressu Wieczornego w maju 1976 przez Ogólnopolski Klub Miłośników Fantastyki i Science Fiction plebiscycie czytelników na najciekawszą, najlepszą i najbardziej wartościową książką SF wydaną w Polsce Ludowej.